# Okręg wyborczy nr 31 do Sejmu Rzeczypospolitej Polskiej
Okręg wyborczy nr 31 do Sejmu Rzeczypospolitej Polskiej obejmuje obszar miast na prawach powiatu Katowic, Chorzowa, Mysłowic, Piekar Śląskich, Rudy Śląskiej, Siemianowic Śląskich, Świętochłowic i Tychów oraz powiatu bieruńsko-lędzińskiego (województwo śląskie). W obecnym kształcie został utworzony w 2001. Wybieranych jest w nim 12 posłów w systemie proporcjonalnym (do 2005 wybierano 13 posłów).
Siedzibą okręgowej komisji wyborczej są Katowice.

## Wyniki wyborów
| Podział 13 mandatów: SLD–UP: 7 Samoobrona: 1 PO: 3 PiS: 2 |

| Podział 12 mandatów: SLD: 1 PO: 6 PiS: 5 |

| Podział 12 mandatów: LiD: 1 PO: 7 PiS: 4 |

| Podział 12 mandatów: SLD: 1 RP: 1 PO: 7 PiS: 3 |

| Podział 12 mandatów: NRP: 1 K’15: 1 PO: 5 PiS: 5 |

| Podział 12 mandatów: SLD: 1 KO: 5 Konfederacja: 1 PiS: 5 |

| Podział 12 mandatów: NL: 1 KO: 5 TD: 1 Konfederacja: 1 PiS: 4 |

## Reprezentanci okręgu
| Sejm | Rok  | Poseł KW                         | Poseł KW        | Poseł KW         | Poseł KW        | Poseł KW                    | Poseł KW          | Poseł KW            | Poseł KW                | Poseł KW        | Poseł KW                          | Poseł KW    | Poseł KW                 | Poseł KW           | Poseł KW                    | Poseł KW      | Poseł KW                 | Poseł KW    | Poseł KW          | Poseł KW | Poseł KW                         | Poseł KW | Poseł KW      | Poseł KW | Poseł KW     | Poseł KW | Poseł KW         |
| ---- | ---- | -------------------------------- | --------------- | ---------------- | --------------- | --------------------------- | ----------------- | ------------------- | ----------------------- | --------------- | --------------------------------- | ----------- | ------------------------ | ------------------ | --------------------------- | ------------- | ------------------------ | ----------- | ----------------- | -------- | -------------------------------- | -------- | ------------- | -------- | ------------ | -------- | ---------------- |
| IV   | 2001 |                                  | B. Blida SLD–UP |                  | J. Polaczek PiS |                             | P. Mateja PO      |                     | J. Rzymełka PO          |                 | C. Śleziak SLD–UP                 |             | C. Stryjak SLD–UP        |                    | M. Stępień SLD–UP           |               | W. Czechowski Samoobrona |             | A. Gramała SLD–UP |          | B. Błońska-Fajfrowska SLD–UP     |          | R. Zagórny PO |          | M. Nowak PiS |          | J. Klimek SLD–UP |
| V    | 2005 |                                  | A. Sośnierz PO  | E. Pierzchała PO | J. Polaczek PiS | Z. Zaborowski SLD           |                   | K. Mikuła PiS       | J. Rzymełka PO          |                 | D. Pietraszewska PO               |             | G. Tobiszowski PiS       |                    | A. Lysko PiS                |               | M. Wójcik PO             | K. Szyga PO | —                 | —        |                                  |          |               |          | M. Nowak PiS |          |                  |
| V    | 2006 | J. Berger PO                     |                 | E. Pierzchała PO | J. Polaczek PiS | Z. Zaborowski SLD           |                   | K. Mikuła PiS       | J. Rzymełka PO          |                 | D. Pietraszewska PO               |             | G. Tobiszowski PiS       |                    | A. Lysko PiS                |               | M. Wójcik PO             | K. Szyga PO | —                 | —        |                                  |          |               |          | M. Nowak PiS |          |                  |
| VI   | 2007 | K. Kutz PO                       |                 | E. Pierzchała PO | J. Polaczek PiS | A. Celiński LiD             | A. Sośnierz PiS   |                     | J. Rzymełka PO          | J. Ziętek PO    | D. Pietraszewska PO               | M. Plura PO | G. Tobiszowski PiS       |                    |                             |               | M. Wójcik PO             |             | —                 | —        |                                  |          |               |          | M. Nowak PiS |          |                  |
| VII  | 2011 | T. Tomczykiewicz PO              | W. Szarama PiS  | E. Pierzchała PO | E. Kołodziej PO |                             | Z. Zaborowski SLD |                     | A. Rozenek RP           | J. Ziętek PO    | D. Pietraszewska PO               | M. Plura PO | G. Tobiszowski PiS       |                    |                             |               | M. Wójcik PO             |             | —                 | —        |                                  |          |               |          | M. Nowak PiS |          |                  |
| VII  | 2014 | T. Tomczykiewicz PO              | W. Szarama PiS  | E. Pierzchała PO | E. Kołodziej PO | J. Rzymełka PO              | Z. Zaborowski SLD |                     | A. Rozenek RP           | J. Ziętek PO    | D. Pietraszewska PO               |             | G. Tobiszowski PiS       |                    |                             |               | M. Wójcik PO             |             | —                 | —        |                                  |          |               |          | M. Nowak PiS |          |                  |
| VIII | 2015 | T. Tomczykiewicz PO              | J. Polaczek PiS | M. Zembala PO    |                 | M. Rosa .N (2015) KO (2019) |                   | G. Długi K’15       |                         | A. Sośnierz PiS | D. Pietraszewska PO               |             | G. Tobiszowski PiS       | B. Borys-Szopa PiS | W. Król PO (2015) KO (2019) | M. Wójcik PiS | M. Wójcik PO             |             | —                 | —        |                                  |          |               |          |              |          |                  |
| VIII | 2015 | E. Kołodziej PO (2015) KO (2019) | J. Polaczek PiS | M. Zembala PO    |                 | M. Rosa .N (2015) KO (2019) |                   | G. Długi K’15       |                         | A. Sośnierz PiS | D. Pietraszewska PO               |             | G. Tobiszowski PiS       | B. Borys-Szopa PiS | W. Król PO (2015) KO (2019) | M. Wójcik PiS | M. Wójcik PO             |             | —                 | —        |                                  |          |               |          |              |          |                  |
| VIII | 2019 | E. Kołodziej PO (2015) KO (2019) | J. Polaczek PiS | M. Zembala PO    | M. Nowak PiS    | M. Rosa .N (2015) KO (2019) |                   | G. Długi K’15       |                         | A. Sośnierz PiS | D. Pietraszewska PO               |             |                          | B. Borys-Szopa PiS | W. Król PO (2015) KO (2019) | M. Wójcik PiS | M. Wójcik PO             |             | —                 | —        |                                  |          |               |          |              |          |                  |
| IX   | 2019 | E. Kołodziej PO (2015) KO (2019) | J. Polaczek PiS |                  |                 | M. Rosa .N (2015) KO (2019) | B. Budka KO       |                     |                         | A. Sośnierz PiS | M. Konieczny SLD (2019) NL (2023) |             | D. Sośnierz Konfederacja | M. Morawiecki PiS  | W. Król PO (2015) KO (2019) | M. Wójcik PiS | M. Wesoły PiS            |             | —                 | —        | M. Gramatyka KO (2019) TD (2023) |          |               |          |              |          |                  |
| X    | 2023 | E. Kołodziej PO (2015) KO (2019) | J. Polaczek PiS |                  |                 | M. Rosa .N (2015) KO (2019) | B. Budka KO       | Ł. Ściebiorowski KO | G. Płaczek Konfederacja |                 | M. Konieczny SLD (2019) NL (2023) |             |                          | M. Morawiecki PiS  | W. Król PO (2015) KO (2019) | M. Wójcik PiS | M. Wesoły PiS            |             | —                 | —        | M. Gramatyka KO (2019) TD (2023) |          |               |          |              |          |                  |
| X    | 2024 | E. Kołodziej PO (2015) KO (2019) | J. Polaczek PiS | U. Koszutska KO  |                 | M. Rosa .N (2015) KO (2019) |                   | Ł. Ściebiorowski KO | G. Płaczek Konfederacja |                 | M. Konieczny SLD (2019) NL (2023) |             |                          | M. Morawiecki PiS  | W. Król PO (2015) KO (2019) | M. Wójcik PiS | M. Wesoły PiS            |             | —                 | —        | M. Gramatyka KO (2019) TD (2023) |          |               |          |              |          |                  |

### Wybory parlamentarne 2001
| Komitet wyborczy                                      | Komitet wyborczy                              | Głosów  | %     | Mandaty | Wybrani posłowie |
| ----------------------------------------------------- | --------------------------------------------- | ------- | ----- | ------- | --- |
|                                                       | KKW Sojusz Lewicy Demokratycznej – Unia Pracy | 160 346 | 44,60 | 7       | Barbara Blida, Czesław Śleziak, Cezary Stryjak, Marian Stępień, Aleksandra Gramała, Barbara Błońska-Fajfrowska, Jan Klimek |
|                                                       | KWW Platforma Obywatelska                     | 59 056  | 16,43 | 3       | Piotr Mateja, Jan Rzymełka, Rafał Zagórny                                                                                  |
|                                                       | KKW Akcja Wyborcza Solidarność Prawicy        | 47 949  | 13,34 | –       | |
|                                                       | Prawo i Sprawiedliwość                        | 44 730  | 12,44 | 2       | Jerzy Polaczek, Maria Nowak                                                                                                |
|                                                       | Samoobrona Rzeczpospolitej Polskiej           | 19 962  | 5,55  | 1       | Włodzimierz Czechowski |
|                                                       | Unia Wolności                                 | 16 536  | 4,60  | –       | |
|                                                       | Polskie Stronnictwo Ludowe                    | 7232    | 2,01  | –       | |
|                                                       | Alternatywa Ruch Społeczny                    | 3720    | 1,03  | –       | |
| Frekwencja: 44,90% Źródło: Państwowa Komisja Wyborcza |                                               |         |       |         | |

Poniższa tabela przedstawia podział mandatów dla komitetów wyborczych na podstawie uzyskanych głosów, a następnie obliczonych ilorazów wyborczych na podstawie zmodyfikowanej metody Sainte-Laguë.
| Podział mandatów dla komitetów wyborczych na podstawie zmodyfikowanej metody Sainte-Laguë | Podział mandatów dla komitetów wyborczych na podstawie zmodyfikowanej metody Sainte-Laguë | Podział mandatów dla komitetów wyborczych na podstawie zmodyfikowanej metody Sainte-Laguë | Podział mandatów dla komitetów wyborczych na podstawie zmodyfikowanej metody Sainte-Laguë | Podział mandatów dla komitetów wyborczych na podstawie zmodyfikowanej metody Sainte-Laguë | Podział mandatów dla komitetów wyborczych na podstawie zmodyfikowanej metody Sainte-Laguë | Podział mandatów dla komitetów wyborczych na podstawie zmodyfikowanej metody Sainte-Laguë | Podział mandatów dla komitetów wyborczych na podstawie zmodyfikowanej metody Sainte-Laguë | Podział mandatów dla komitetów wyborczych na podstawie zmodyfikowanej metody Sainte-Laguë | Podział mandatów dla komitetów wyborczych na podstawie zmodyfikowanej metody Sainte-Laguë | Podział mandatów dla komitetów wyborczych na podstawie zmodyfikowanej metody Sainte-Laguë | Podział mandatów dla komitetów wyborczych na podstawie zmodyfikowanej metody Sainte-Laguë | Podział mandatów dla komitetów wyborczych na podstawie zmodyfikowanej metody Sainte-Laguë | Podział mandatów dla komitetów wyborczych na podstawie zmodyfikowanej metody Sainte-Laguë | Podział mandatów dla komitetów wyborczych na podstawie zmodyfikowanej metody Sainte-Laguë |
| Komitet wyborczy                                                                          | Komitet wyborczy                                                                          | Liczba głosów                                                                             | Iloraz wyborczy                                                                           | Iloraz wyborczy                                                                           | Iloraz wyborczy                                                                           | Iloraz wyborczy                                                                           | Iloraz wyborczy                                                                           | Iloraz wyborczy                                                                           | Iloraz wyborczy                                                                           | Iloraz wyborczy                                                                           | Iloraz wyborczy                                                                           | Iloraz wyborczy                                                                           | Mandaty                                                                                   | TP                                                                                        |
| Komitet wyborczy                                                                          | Komitet wyborczy                                                                          | Liczba głosów                                                                             | /1,4                                                                                      | /3                                                                                        | /5                                                                                        | /7                                                                                        | /9                                                                                        | /11                                                                                       | /13                                                                                       | /15                                                                                       | ...                                                                                       | /25                                                                                       | Mandaty                                                                                   | TP                                                                                        |
| ----------------------------------------------------------------------------------------- | ----------------------------------------------------------------------------------------- | ----------------------------------------------------------------------------------------- | ----------------------------------------------------------------------------------------- | ----------------------------------------------------------------------------------------- | ----------------------------------------------------------------------------------------- | ----------------------------------------------------------------------------------------- | ----------------------------------------------------------------------------------------- | ----------------------------------------------------------------------------------------- | ----------------------------------------------------------------------------------------- | ----------------------------------------------------------------------------------------- | ----------------------------------------------------------------------------------------- | ----------------------------------------------------------------------------------------- | ----------------------------------------------------------------------------------------- | ----------------------------------------------------------------------------------------- |
|                                                                                           | KKW Sojusz Lewicy Demokratycznej – Unia Pracy                                             | 160 346                                                                                   | 114 533                                                                                   | 53 449                                                                                    | 32 069                                                                                    | 22 907                                                                                    | 17 816                                                                                    | 14 577                                                                                    | 12 334                                                                                    | 10 690                                                                                    | ...                                                                                       | 6414                                                                                      | 7                                                                                         | 7,16                                                                                      |
|                                                                                           | KWW Platforma Obywatelska                                                                 | 59 056                                                                                    | 42 183                                                                                    | 19 685                                                                                    | 11 811                                                                                    | 8437                                                                                      | 6562                                                                                      | 5369                                                                                      | 4543                                                                                      | 3937                                                                                      | ...                                                                                       | 2362                                                                                      | 3                                                                                         | 2,64                                                                                      |
|                                                                                           | Prawo i Sprawiedliwość                                                                    | 44 730                                                                                    | 31 950                                                                                    | 14 910                                                                                    | 8946                                                                                      | 6390                                                                                      | 4970                                                                                      | 4066                                                                                      | 3441                                                                                      | 2982                                                                                      | ...                                                                                       | 1789                                                                                      | 2                                                                                         | 2,00                                                                                      |
|                                                                                           | Samoobrona Rzeczpospolitej Polskiej                                                       | 19 962                                                                                    | 14 259                                                                                    | 6654                                                                                      | 3992                                                                                      | 2852                                                                                      | 2218                                                                                      | 1815                                                                                      | 1536                                                                                      | 1331                                                                                      | ...                                                                                       | 798                                                                                       | 1                                                                                         | 0,89                                                                                      |
|                                                                                           | Polskie Stronnictwo Ludowe                                                                | 7232                                                                                      | 5166                                                                                      | 2411                                                                                      | 1446                                                                                      | 1033                                                                                      | 804                                                                                       | 657                                                                                       | 556                                                                                       | 482                                                                                       | ...                                                                                       | 289                                                                                       | 0                                                                                         | 0,32                                                                                      |
| Ogółem                                                                                    | Ogółem                                                                                    | 291 326                                                                                   | —                                                                                         | —                                                                                         | —                                                                                         | —                                                                                         | —                                                                                         | —                                                                                         | —                                                                                         | —                                                                                         | —                                                                                         | —                                                                                         | 13                                                                                        | 13                                                                                        |

### Wybory parlamentarne 2005
| Komitet wyborczy                                      | Komitet wyborczy                      | Głosów  | %     | Mandaty | Wybrani posłowie |
| ----------------------------------------------------- | ------------------------------------- | ------- | ----- | ------- | --- |
|                                                       | Platforma Obywatelska RP              | 113 953 | 34,38 | 6       | Andrzej Sośnierz, Elżbieta Pierzchała, Danuta Pietraszewska, Jan Rzymełka, Marek Wójcik, Krzysztof Szyga, Józef Berger |
|                                                       | Prawo i Sprawiedliwość                | 103 827 | 31,33 | 5       | Jerzy Polaczek, Krzysztof Mikuła, Maria Nowak, Grzegorz Tobiszowski, Alojzy Lysko                                      |
|                                                       | Sojusz Lewicy Demokratycznej          | 34 837  | 10,51 | 1       | Zbyszek Zaborowski |
|                                                       | Samoobrona Rzeczpospolitej Polskiej   | 17 177  | 5,18  | –       | |
|                                                       | Liga Polskich Rodzin                  | 16 484  | 4,97  | –       | |
|                                                       | Socjaldemokracja Polska               | 15 296  | 4,62  | –       | |
|                                                       | Partia Demokratyczna – demokraci.pl   | 11 198  | 3,38  | –       | |
|                                                       | Platforma Janusza Korwin-Mikke        | 5889    | 1,78  | –       | |
|                                                       | Polskie Stronnictwo Ludowe            | 4276    | 1,29  | –       | |
|                                                       | Polska Partia Pracy                   | 3739    | 1,13  | –       | |
|                                                       | Ruch Patriotyczny                     | 2614    | 0,79  | –       | |
|                                                       | Polska Partia Narodowa                | 1086    | 0,33  | –       | |
|                                                       | Polska Konfederacja – Godność i Praca | 1063    | 0,32  | –       | |
| Frekwencja: 41,04% Źródło: Państwowa Komisja Wyborcza |                                       |         |       |         | |

Poniższa tabela przedstawia podział mandatów dla komitetów wyborczych na podstawie uzyskanych głosów, a następnie obliczonych ilorazów wyborczych na podstawie metody D’Hondta.
| Podział mandatów dla komitetów wyborczych na podstawie metody D’Hondta | Podział mandatów dla komitetów wyborczych na podstawie metody D’Hondta | Podział mandatów dla komitetów wyborczych na podstawie metody D’Hondta | Podział mandatów dla komitetów wyborczych na podstawie metody D’Hondta | Podział mandatów dla komitetów wyborczych na podstawie metody D’Hondta | Podział mandatów dla komitetów wyborczych na podstawie metody D’Hondta | Podział mandatów dla komitetów wyborczych na podstawie metody D’Hondta | Podział mandatów dla komitetów wyborczych na podstawie metody D’Hondta | Podział mandatów dla komitetów wyborczych na podstawie metody D’Hondta | Podział mandatów dla komitetów wyborczych na podstawie metody D’Hondta | Podział mandatów dla komitetów wyborczych na podstawie metody D’Hondta | Podział mandatów dla komitetów wyborczych na podstawie metody D’Hondta | Podział mandatów dla komitetów wyborczych na podstawie metody D’Hondta | Podział mandatów dla komitetów wyborczych na podstawie metody D’Hondta |
| Komitet wyborczy                                                       | Komitet wyborczy                                                       | Liczba głosów                                                          | Iloraz wyborczy                                                        | Iloraz wyborczy                                                        | Iloraz wyborczy                                                        | Iloraz wyborczy                                                        | Iloraz wyborczy                                                        | Iloraz wyborczy                                                        | Iloraz wyborczy                                                        | Iloraz wyborczy                                                        | Iloraz wyborczy                                                        | Mandaty                                                                | TP                                                                     |
| Komitet wyborczy                                                       | Komitet wyborczy                                                       | Liczba głosów                                                          | /1                                                                     | /2                                                                     | /3                                                                     | /4                                                                     | /5                                                                     | /6                                                                     | /7                                                                     | ...                                                                    | /12                                                                    | Mandaty                                                                | TP                                                                     |
| ---------------------------------------------------------------------- | ---------------------------------------------------------------------- | ---------------------------------------------------------------------- | ---------------------------------------------------------------------- | ---------------------------------------------------------------------- | ---------------------------------------------------------------------- | ---------------------------------------------------------------------- | ---------------------------------------------------------------------- | ---------------------------------------------------------------------- | ---------------------------------------------------------------------- | ---------------------------------------------------------------------- | ---------------------------------------------------------------------- | ---------------------------------------------------------------------- | ---------------------------------------------------------------------- |
|                                                                        | Platforma Obywatelska RP                                               | 113 953                                                                | 113 953                                                                | 56 977                                                                 | 37 984                                                                 | 28 488                                                                 | 22 791                                                                 | 18 922                                                                 | 16 279                                                                 | ...                                                                    | 9496                                                                   | 6                                                                      | 4,71                                                                   |
|                                                                        | Prawo i Sprawiedliwość                                                 | 103 827                                                                | 103 827                                                                | 51 914                                                                 | 34 609                                                                 | 25 957                                                                 | 20 765                                                                 | 17 305                                                                 | 14 832                                                                 | ...                                                                    | 8652                                                                   | 5                                                                      | 4,29                                                                   |
|                                                                        | Sojusz Lewicy Demokratycznej                                           | 34 837                                                                 | 34 837                                                                 | 17 419                                                                 | 11 612                                                                 | 8709                                                                   | 6967                                                                   | 5806                                                                   | 4977                                                                   | ...                                                                    | 2903                                                                   | 1                                                                      | 1,44                                                                   |
|                                                                        | Samoobrona Rzeczpospolitej Polskiej                                    | 17 177                                                                 | 17 177                                                                 | 8589                                                                   | 5726                                                                   | 4294                                                                   | 3435                                                                   | 2863                                                                   | 2454                                                                   | ...                                                                    | 1431                                                                   | 0                                                                      | 0,71                                                                   |
|                                                                        | Liga Polskich Rodzin                                                   | 16 484                                                                 | 16 484                                                                 | 8242                                                                   | 5495                                                                   | 4121                                                                   | 3297                                                                   | 2747                                                                   | 2355                                                                   | ...                                                                    | 1374                                                                   | 0                                                                      | 0,68                                                                   |
|                                                                        | Polskie Stronnictwo Ludowe                                             | 4276                                                                   | 4276                                                                   | 2138                                                                   | 1425                                                                   | 1069                                                                   | 855                                                                    | 713                                                                    | 611                                                                    | ...                                                                    | 356                                                                    | 0                                                                      | 0,18                                                                   |
| Ogółem                                                                 | Ogółem                                                                 | 290 554                                                                | —                                                                      | —                                                                      | —                                                                      | —                                                                      | —                                                                      | —                                                                      | —                                                                      | —                                                                      | —                                                                      | 12                                                                     | 12                                                                     |

### Wybory parlamentarne 2007
| Komitet wyborczy                                      | Komitet wyborczy                      | Głosów  | %     | Mandaty | Wybrani posłowie                                                                                                 |
| ----------------------------------------------------- | ------------------------------------- | ------- | ----- | ------- | --- |
|                                                       | Platforma Obywatelska RP              | 231 517 | 49,74 | 7       | Kazimierz Kutz, Danuta Pietraszewska, Jerzy Ziętek, Marek Plura, Jan Rzymełka, Marek Wójcik, Elżbieta Pierzchała |
|                                                       | Prawo i Sprawiedliwość                | 146 704 | 31,52 | 4       | Jerzy Polaczek, Andrzej Sośnierz, Grzegorz Tobiszowski, Maria Nowak                                              |
|                                                       | KKW Lewica i Demokraci SLD+SDPL+PD+UP | 57 084  | 12,26 | 1       | Andrzej Celiński                                                                                                 |
|                                                       | Polskie Stronnictwo Ludowe            | 15 398  | 3,31  | –       | |
|                                                       | Polska Partia Pracy                   | 7524    | 1,62  | –       | |
|                                                       | Liga Polskich Rodzin                  | 4530    | 0,97  | –       | |
|                                                       | Samoobrona Rzeczpospolitej Polskiej   | 2725    | 0,59  | –       | |
| Frekwencja: 57,45% Źródło: Państwowa Komisja Wyborcza |                                       |         |       |         | |

Poniższa tabela przedstawia podział mandatów dla komitetów wyborczych na podstawie uzyskanych głosów, a następnie obliczonych ilorazów wyborczych na podstawie metody D’Hondta.
| Podział mandatów dla komitetów wyborczych na podstawie metody D’Hondta | Podział mandatów dla komitetów wyborczych na podstawie metody D’Hondta | Podział mandatów dla komitetów wyborczych na podstawie metody D’Hondta | Podział mandatów dla komitetów wyborczych na podstawie metody D’Hondta | Podział mandatów dla komitetów wyborczych na podstawie metody D’Hondta | Podział mandatów dla komitetów wyborczych na podstawie metody D’Hondta | Podział mandatów dla komitetów wyborczych na podstawie metody D’Hondta | Podział mandatów dla komitetów wyborczych na podstawie metody D’Hondta | Podział mandatów dla komitetów wyborczych na podstawie metody D’Hondta | Podział mandatów dla komitetów wyborczych na podstawie metody D’Hondta | Podział mandatów dla komitetów wyborczych na podstawie metody D’Hondta | Podział mandatów dla komitetów wyborczych na podstawie metody D’Hondta | Podział mandatów dla komitetów wyborczych na podstawie metody D’Hondta | Podział mandatów dla komitetów wyborczych na podstawie metody D’Hondta | Podział mandatów dla komitetów wyborczych na podstawie metody D’Hondta |
| Komitet wyborczy                                                       | Komitet wyborczy                                                       | Liczba głosów                                                          | Iloraz wyborczy                                                        | Iloraz wyborczy                                                        | Iloraz wyborczy                                                        | Iloraz wyborczy                                                        | Iloraz wyborczy                                                        | Iloraz wyborczy                                                        | Iloraz wyborczy                                                        | Iloraz wyborczy                                                        | Iloraz wyborczy                                                        | Iloraz wyborczy                                                        | Mandaty                                                                | TP                                                                     |
| Komitet wyborczy                                                       | Komitet wyborczy                                                       | Liczba głosów                                                          | /1                                                                     | /2                                                                     | /3                                                                     | /4                                                                     | /5                                                                     | /6                                                                     | /7                                                                     | /8                                                                     | ...                                                                    | /12                                                                    | Mandaty                                                                | TP                                                                     |
| ---------------------------------------------------------------------- | ---------------------------------------------------------------------- | ---------------------------------------------------------------------- | ---------------------------------------------------------------------- | ---------------------------------------------------------------------- | ---------------------------------------------------------------------- | ---------------------------------------------------------------------- | ---------------------------------------------------------------------- | ---------------------------------------------------------------------- | ---------------------------------------------------------------------- | ---------------------------------------------------------------------- | ---------------------------------------------------------------------- | ---------------------------------------------------------------------- | ---------------------------------------------------------------------- | ---------------------------------------------------------------------- |
|                                                                        | Platforma Obywatelska RP                                               | 231 517                                                                | 231 517                                                                | 115 759                                                                | 77 172                                                                 | 57 879                                                                 | 46 303                                                                 | 38 586                                                                 | 33 074                                                                 | 28 940                                                                 | ...                                                                    | 19 293                                                                 | 7                                                                      | 6,16                                                                   |
|                                                                        | Prawo i Sprawiedliwość                                                 | 146 704                                                                | 146 704                                                                | 73 352                                                                 | 48 901                                                                 | 36 676                                                                 | 29 341                                                                 | 24 451                                                                 | 20 958                                                                 | 18 338                                                                 | ...                                                                    | 12 225                                                                 | 4                                                                      | 3,91                                                                   |
|                                                                        | KKW Lewica i Demokraci SLD+SDPL+PD+UP                                  | 57 084                                                                 | 57 084                                                                 | 28 542                                                                 | 19 028                                                                 | 14 271                                                                 | 11 417                                                                 | 9514                                                                   | 8155                                                                   | 7136                                                                   | ...                                                                    | 4757                                                                   | 1                                                                      | 1,52                                                                   |
|                                                                        | Polskie Stronnictwo Ludowe                                             | 15 398                                                                 | 15 398                                                                 | 7699                                                                   | 5133                                                                   | 3850                                                                   | 3070                                                                   | 2566                                                                   | 2200                                                                   | 1925                                                                   | ...                                                                    | 1283                                                                   | 0                                                                      | 0,41                                                                   |
| Ogółem                                                                 | Ogółem                                                                 | 450 703                                                                | —                                                                      | —                                                                      | —                                                                      | —                                                                      | —                                                                      | —                                                                      | —                                                                      | —                                                                      | —                                                                      | —                                                                      | 12                                                                     | 12                                                                     |

### Wybory parlamentarne 2011
| Komitet wyborczy                                      | Komitet wyborczy                    | Głosów  | %     | Mandaty | Wybrani posłowie |
| ----------------------------------------------------- | ----------------------------------- | ------- | ----- | ------- | --- |
|                                                       | Platforma Obywatelska RP            | 195 018 | 48,43 | 7       | Tomasz Tomczykiewicz, Danuta Pietraszewska, Marek Plura, Elżbieta Pierzchała, Ewa Kołodziej, Marek Wójcik, Jerzy Ziętek, Jan Rzymełka |
|                                                       | Prawo i Sprawiedliwość              | 98 737  | 24,52 | 3       | Wojciech Szarama, Grzegorz Tobiszowski, Maria Nowak                                                                                   |
|                                                       | Ruch Palikota                       | 43 884  | 10,90 | 1       | Andrzej Rozenek |
|                                                       | Sojusz Lewicy Demokratycznej        | 25 704  | 6,38  | 1       | Zbyszek Zaborowski |
|                                                       | Polska Jest Najważniejsza           | 15 614  | 3,88  | –       | |
|                                                       | Polskie Stronnictwo Ludowe          | 11 237  | 2,79  | –       | |
|                                                       | Nowa Prawica – Janusza Korwin-Mikke | 9079    | 2,25  | –       | |
|                                                       | Polska Partia Pracy – Sierpień 80   | 3442    | 0,85  | –       | |
| Frekwencja: 51,75% Źródło: Państwowa Komisja Wyborcza |                                     |         |       |         | |

Poniższa tabela przedstawia podział mandatów dla komitetów wyborczych na podstawie uzyskanych głosów, a następnie obliczonych ilorazów wyborczych na podstawie metody D’Hondta.
| Podział mandatów dla komitetów wyborczych na podstawie metody D’Hondta | Podział mandatów dla komitetów wyborczych na podstawie metody D’Hondta | Podział mandatów dla komitetów wyborczych na podstawie metody D’Hondta | Podział mandatów dla komitetów wyborczych na podstawie metody D’Hondta | Podział mandatów dla komitetów wyborczych na podstawie metody D’Hondta | Podział mandatów dla komitetów wyborczych na podstawie metody D’Hondta | Podział mandatów dla komitetów wyborczych na podstawie metody D’Hondta | Podział mandatów dla komitetów wyborczych na podstawie metody D’Hondta | Podział mandatów dla komitetów wyborczych na podstawie metody D’Hondta | Podział mandatów dla komitetów wyborczych na podstawie metody D’Hondta | Podział mandatów dla komitetów wyborczych na podstawie metody D’Hondta | Podział mandatów dla komitetów wyborczych na podstawie metody D’Hondta | Podział mandatów dla komitetów wyborczych na podstawie metody D’Hondta | Podział mandatów dla komitetów wyborczych na podstawie metody D’Hondta | Podział mandatów dla komitetów wyborczych na podstawie metody D’Hondta |
| Komitet wyborczy                                                       | Komitet wyborczy                                                       | Liczba głosów                                                          | Iloraz wyborczy                                                        | Iloraz wyborczy                                                        | Iloraz wyborczy                                                        | Iloraz wyborczy                                                        | Iloraz wyborczy                                                        | Iloraz wyborczy                                                        | Iloraz wyborczy                                                        | Iloraz wyborczy                                                        | Iloraz wyborczy                                                        | Iloraz wyborczy                                                        | Mandaty                                                                | TP                                                                     |
| Komitet wyborczy                                                       | Komitet wyborczy                                                       | Liczba głosów                                                          | /1                                                                     | /2                                                                     | /3                                                                     | /4                                                                     | /5                                                                     | /6                                                                     | /7                                                                     | /8                                                                     | ...                                                                    | /12                                                                    | Mandaty                                                                | TP                                                                     |
| ---------------------------------------------------------------------- | ---------------------------------------------------------------------- | ---------------------------------------------------------------------- | ---------------------------------------------------------------------- | ---------------------------------------------------------------------- | ---------------------------------------------------------------------- | ---------------------------------------------------------------------- | ---------------------------------------------------------------------- | ---------------------------------------------------------------------- | ---------------------------------------------------------------------- | ---------------------------------------------------------------------- | ---------------------------------------------------------------------- | ---------------------------------------------------------------------- | ---------------------------------------------------------------------- | ---------------------------------------------------------------------- |
|                                                                        | Platforma Obywatelska RP                                               | 195 018                                                                | 195 018                                                                | 97 509                                                                 | 65 006                                                                 | 48 755                                                                 | 39 004                                                                 | 32 503                                                                 | 27 860                                                                 | 24 377                                                                 | ...                                                                    | 16 252                                                                 | 7                                                                      | 6,25                                                                   |
|                                                                        | Prawo i Sprawiedliwość                                                 | 98 737                                                                 | 98 737                                                                 | 49 369                                                                 | 32 912                                                                 | 24 684                                                                 | 19 747                                                                 | 16 456                                                                 | 14 105                                                                 | 12 342                                                                 | ...                                                                    | 8228                                                                   | 3                                                                      | 3,16                                                                   |
|                                                                        | Ruch Palikota                                                          | 43 884                                                                 | 43 884                                                                 | 21 942                                                                 | 14 628                                                                 | 10 971                                                                 | 8777                                                                   | 7314                                                                   | 6269                                                                   | 5486                                                                   | ...                                                                    | 3657                                                                   | 1                                                                      | 1,41                                                                   |
|                                                                        | Sojusz Lewicy Demokratycznej                                           | 25 704                                                                 | 25 704                                                                 | 12 852                                                                 | 8568                                                                   | 6426                                                                   | 5141                                                                   | 4284                                                                   | 3672                                                                   | 3213                                                                   | ...                                                                    | 2142                                                                   | 1                                                                      | 0,82                                                                   |
|                                                                        | Polskie Stronnictwo Ludowe                                             | 11 237                                                                 | 11 237                                                                 | 5619                                                                   | 3746                                                                   | 2809                                                                   | 2247                                                                   | 1873                                                                   | 1605                                                                   | 1405                                                                   | ...                                                                    | 936                                                                    | 0                                                                      | 0,36                                                                   |
| Ogółem                                                                 | Ogółem                                                                 | 374 580                                                                | —                                                                      | —                                                                      | —                                                                      | —                                                                      | —                                                                      | —                                                                      | —                                                                      | —                                                                      | —                                                                      | —                                                                      | 12                                                                     | 12                                                                     |

### Wybory parlamentarne 2015
| Komitet wyborczy                                      | Komitet wyborczy                             | Głosów  | %     | Mandaty | Wybrani posłowie                                                                                       |
| ----------------------------------------------------- | -------------------------------------------- | ------- | ----- | ------- | --- |
|                                                       | Prawo i Sprawiedliwość                       | 135 367 | 32,92 | 5       | Grzegorz Tobiszowski, Andrzej Sośnierz, Jerzy Polaczek, Bożena Borys-Szopa, Michał Wójcik, Maria Nowak |
|                                                       | Platforma Obywatelska RP                     | 116 658 | 28,37 | 5       | Marian Zembala, Danuta Pietraszewska, Tomasz Tomczykiewicz, Marek Wójcik, Wojciech Król, Ewa Kołodziej |
|                                                       | KWW Kukiz’15                                 | 41 344  | 10,05 | 1       | Grzegorz Długi                                                                                         |
|                                                       | Nowoczesna Ryszarda Petru                    | 35 591  | 8,66  | 1       | Monika Rosa                                                                                            |
|                                                       | KKW Zjednoczona Lewica SLD+TR+PPS+UP+Zieloni | 27 837  | 6,77  | –       | |
|                                                       | KORWiN                                       | 22 803  | 5,55  | –       | |
|                                                       | Partia Razem                                 | 16 786  | 4,08  | –       | |
|                                                       | KWW Zjednoczeni dla Śląska                   | 10 740  | 2,61  | –       | |
|                                                       | Polskie Stronnictwo Ludowe                   | 4064    | 0,99  | –       | |
| Frekwencja: 53,92% Źródło: Państwowa Komisja Wyborcza |                                              |         |       |         | |

Poniższa tabela przedstawia podział mandatów dla komitetów wyborczych na podstawie uzyskanych głosów, a następnie obliczonych ilorazów wyborczych na podstawie metody D’Hondta.
| Podział mandatów dla komitetów wyborczych na podstawie metody D’Hondta | Podział mandatów dla komitetów wyborczych na podstawie metody D’Hondta | Podział mandatów dla komitetów wyborczych na podstawie metody D’Hondta | Podział mandatów dla komitetów wyborczych na podstawie metody D’Hondta | Podział mandatów dla komitetów wyborczych na podstawie metody D’Hondta | Podział mandatów dla komitetów wyborczych na podstawie metody D’Hondta | Podział mandatów dla komitetów wyborczych na podstawie metody D’Hondta | Podział mandatów dla komitetów wyborczych na podstawie metody D’Hondta | Podział mandatów dla komitetów wyborczych na podstawie metody D’Hondta | Podział mandatów dla komitetów wyborczych na podstawie metody D’Hondta | Podział mandatów dla komitetów wyborczych na podstawie metody D’Hondta | Podział mandatów dla komitetów wyborczych na podstawie metody D’Hondta | Podział mandatów dla komitetów wyborczych na podstawie metody D’Hondta |
| Komitet wyborczy                                                       | Komitet wyborczy                                                       | Liczba głosów                                                          | Iloraz wyborczy                                                        | Iloraz wyborczy                                                        | Iloraz wyborczy                                                        | Iloraz wyborczy                                                        | Iloraz wyborczy                                                        | Iloraz wyborczy                                                        | Iloraz wyborczy                                                        | Iloraz wyborczy                                                        | Mandaty                                                                | TP                                                                     |
| Komitet wyborczy                                                       | Komitet wyborczy                                                       | Liczba głosów                                                          | /1                                                                     | /2                                                                     | /3                                                                     | /4                                                                     | /5                                                                     | /6                                                                     | ...                                                                    | /12                                                                    | Mandaty                                                                | TP                                                                     |
| ---------------------------------------------------------------------- | ---------------------------------------------------------------------- | ---------------------------------------------------------------------- | ---------------------------------------------------------------------- | ---------------------------------------------------------------------- | ---------------------------------------------------------------------- | ---------------------------------------------------------------------- | ---------------------------------------------------------------------- | ---------------------------------------------------------------------- | ---------------------------------------------------------------------- | ---------------------------------------------------------------------- | ---------------------------------------------------------------------- | ---------------------------------------------------------------------- |
|                                                                        | Prawo i Sprawiedliwość                                                 | 135 367                                                                | 135 367                                                                | 67 684                                                                 | 45 122                                                                 | 33 842                                                                 | 27 073                                                                 | 22 561                                                                 | ...                                                                    | 11 281                                                                 | 5                                                                      | 4,73                                                                   |
|                                                                        | Platforma Obywatelska RP                                               | 116 658                                                                | 116 658                                                                | 58 329                                                                 | 38 886                                                                 | 29 165                                                                 | 23 332                                                                 | 19 443                                                                 | ...                                                                    | 9722                                                                   | 5                                                                      | 4,07                                                                   |
|                                                                        | KWW Kukiz’15                                                           | 41 344                                                                 | 41 344                                                                 | 20 672                                                                 | 13 781                                                                 | 10 336                                                                 | 8269                                                                   | 6891                                                                   | ...                                                                    | 3445                                                                   | 1                                                                      | 1,44                                                                   |
|                                                                        | Nowoczesna Ryszarda Petru                                              | 35 591                                                                 | 35 591                                                                 | 17 796                                                                 | 11 864                                                                 | 8898                                                                   | 7118                                                                   | 5932                                                                   | ...                                                                    | 2966                                                                   | 1                                                                      | 1,24                                                                   |
|                                                                        | KWW Zjednoczeni dla Śląska                                             | 10 740                                                                 | 10 740                                                                 | 5370                                                                   | 3580                                                                   | 2685                                                                   | 2148                                                                   | 1790                                                                   | ...                                                                    | 895                                                                    | 0                                                                      | 0,37                                                                   |
|                                                                        | Polskie Stronnictwo Ludowe                                             | 4064                                                                   | 4064                                                                   | 2032                                                                   | 1355                                                                   | 1016                                                                   | 813                                                                    | 677                                                                    | ...                                                                    | 339                                                                    | 0                                                                      | 0,14                                                                   |
| Ogółem                                                                 | Ogółem                                                                 | 343 764                                                                | —                                                                      | —                                                                      | —                                                                      | —                                                                      | —                                                                      | —                                                                      | —                                                                      | —                                                                      | 12                                                                     | 12                                                                     |

### Wybory parlamentarne 2019
| Komitet wyborczy                                      | Komitet wyborczy                           | Głosów  | %     | Mandaty | Wybrani posłowie                                                                  |
| ----------------------------------------------------- | ------------------------------------------ | ------- | ----- | ------- | --------------------------------------------------------------------------------- |
|                                                       | Prawo i Sprawiedliwość                     | 184 030 | 39,19 | 5       | Mateusz Morawiecki, Michał Wójcik, Jerzy Polaczek, Marek Wesoły, Andrzej Sośnierz |
|                                                       | KKW Koalicja Obywatelska PO .N iPL Zieloni | 174 683 | 37,20 | 5       | Borys Budka, Monika Rosa, Ewa Kołodziej, Michał Gramatyka, Wojciech Król          |
|                                                       | Sojusz Lewicy Demokratycznej               | 55 992  | 11,92 | 1       | Maciej Konieczny                                                                  |
|                                                       | Konfederacja Wolność i Niepodległość       | 34 416  | 7,33  | 1       | Dobromir Sośnierz                                                                 |
|                                                       | Polskie Stronnictwo Ludowe                 | 20 512  | 4,37  | –       |                                                                                   |
| Frekwencja: 64,00% Źródło: Państwowa Komisja Wyborcza |                                            |         |       |         |                                                                                   |

Poniższa tabela przedstawia podział mandatów dla komitetów wyborczych na podstawie uzyskanych głosów, a następnie obliczonych ilorazów wyborczych na podstawie metody D’Hondta.
| Podział mandatów dla komitetów wyborczych na podstawie metody D’Hondta | Podział mandatów dla komitetów wyborczych na podstawie metody D’Hondta | Podział mandatów dla komitetów wyborczych na podstawie metody D’Hondta | Podział mandatów dla komitetów wyborczych na podstawie metody D’Hondta | Podział mandatów dla komitetów wyborczych na podstawie metody D’Hondta | Podział mandatów dla komitetów wyborczych na podstawie metody D’Hondta | Podział mandatów dla komitetów wyborczych na podstawie metody D’Hondta | Podział mandatów dla komitetów wyborczych na podstawie metody D’Hondta | Podział mandatów dla komitetów wyborczych na podstawie metody D’Hondta | Podział mandatów dla komitetów wyborczych na podstawie metody D’Hondta | Podział mandatów dla komitetów wyborczych na podstawie metody D’Hondta | Podział mandatów dla komitetów wyborczych na podstawie metody D’Hondta | Podział mandatów dla komitetów wyborczych na podstawie metody D’Hondta |
| Komitet wyborczy                                                       | Komitet wyborczy                                                       | Liczba głosów                                                          | Iloraz wyborczy                                                        | Iloraz wyborczy                                                        | Iloraz wyborczy                                                        | Iloraz wyborczy                                                        | Iloraz wyborczy                                                        | Iloraz wyborczy                                                        | Iloraz wyborczy                                                        | Iloraz wyborczy                                                        | Mandaty                                                                | TP                                                                     |
| Komitet wyborczy                                                       | Komitet wyborczy                                                       | Liczba głosów                                                          | /1                                                                     | /2                                                                     | /3                                                                     | /4                                                                     | /5                                                                     | /6                                                                     | ...                                                                    | /12                                                                    | Mandaty                                                                | TP                                                                     |
| ---------------------------------------------------------------------- | ---------------------------------------------------------------------- | ---------------------------------------------------------------------- | ---------------------------------------------------------------------- | ---------------------------------------------------------------------- | ---------------------------------------------------------------------- | ---------------------------------------------------------------------- | ---------------------------------------------------------------------- | ---------------------------------------------------------------------- | ---------------------------------------------------------------------- | ---------------------------------------------------------------------- | ---------------------------------------------------------------------- | ---------------------------------------------------------------------- |
|                                                                        | Prawo i Sprawiedliwość                                                 | 184 030                                                                | 184 030                                                                | 92 015                                                                 | 61 343                                                                 | 46 008                                                                 | 36 806                                                                 | 30 672                                                                 | ...                                                                    | 15 336                                                                 | 5                                                                      | 4,70                                                                   |
|                                                                        | KKW Koalicja Obywatelska PO .N iPL Zieloni                             | 174 683                                                                | 174 683                                                                | 87 342                                                                 | 58 228                                                                 | 43 671                                                                 | 34 937                                                                 | 29 114                                                                 | ...                                                                    | 14 557                                                                 | 5                                                                      | 4,46                                                                   |
|                                                                        | Sojusz Lewicy Demokratycznej                                           | 55 992                                                                 | 55 992                                                                 | 27 996                                                                 | 18 664                                                                 | 13 998                                                                 | 11 198                                                                 | 9332                                                                   | ...                                                                    | 4666                                                                   | 1                                                                      | 1,43                                                                   |
|                                                                        | Konfederacja Wolność i Niepodległość                                   | 34 416                                                                 | 34 416                                                                 | 17 208                                                                 | 11 472                                                                 | 8604                                                                   | 6883                                                                   | 5736                                                                   | ...                                                                    | 2868                                                                   | 1                                                                      | 0,88                                                                   |
|                                                                        | Polskie Stronnictwo Ludowe                                             | 20 512                                                                 | 20 512                                                                 | 10 256                                                                 | 6837                                                                   | 5128                                                                   | 4102                                                                   | 3419                                                                   | ...                                                                    | 1709                                                                   | 0                                                                      | 0,52                                                                   |
| Ogółem                                                                 | Ogółem                                                                 | 469 633                                                                | —                                                                      | —                                                                      | —                                                                      | —                                                                      | —                                                                      | —                                                                      | —                                                                      | —                                                                      | 12                                                                     | 12                                                                     |

### Wybory parlamentarne 2023
| Komitet wyborczy                                      | Komitet wyborczy                                                           | Głosów  | %     | Mandaty | Wybrani posłowie                                                                                |
| ----------------------------------------------------- | -------------------------------------------------------------------------- | ------- | ----- | ------- | ----------------------------------------------------------------------------------------------- |
|                                                       | KKW Koalicja Obywatelska PO .N iPL Zieloni                                 | 193 596 | 36,79 | 5       | Borys Budka, Monika Rosa, Ewa Kołodziej, Wojciech Król, Łukasz Ściebiorowski, Urszula Koszutska |
|                                                       | Prawo i Sprawiedliwość                                                     | 162 458 | 30,88 | 4       | Mateusz Morawiecki, Marek Wesoły, Michał Wójcik, Jerzy Polaczek                                 |
|                                                       | KKW Trzecia Droga Polska 2050 Szymona Hołowni – Polskie Stronnictwo Ludowe | 69 825  | 13,27 | 1       | Michał Gramatyka                                                                                |
|                                                       | Nowa Lewica                                                                | 44 509  | 8,46  | 1       | Maciej Konieczny                                                                                |
|                                                       | Konfederacja Wolność i Niepodległość                                       | 35 240  | 6,70  | 1       | Grzegorz Płaczek                                                                                |
|                                                       | Polska Jest Jedna                                                          | 11 051  | 2,10  | –       |                                                                                                 |
|                                                       | KWW Koalicja Bezpartyjni i Samorządowcy                                    | 9 488   | 1,80  | –       |                                                                                                 |
| Frekwencja: 75,81% Źródło: Państwowa Komisja Wyborcza |                                                                            |         |       |         |                                                                                                 |

Poniższa tabela przedstawia podział mandatów dla komitetów wyborczych na podstawie uzyskanych głosów, a następnie obliczonych ilorazów wyborczych na podstawie metody D’Hondta.
| Podział mandatów dla komitetów wyborczych na podstawie metody D’Hondta | Podział mandatów dla komitetów wyborczych na podstawie metody D’Hondta     | Podział mandatów dla komitetów wyborczych na podstawie metody D’Hondta | Podział mandatów dla komitetów wyborczych na podstawie metody D’Hondta | Podział mandatów dla komitetów wyborczych na podstawie metody D’Hondta | Podział mandatów dla komitetów wyborczych na podstawie metody D’Hondta | Podział mandatów dla komitetów wyborczych na podstawie metody D’Hondta | Podział mandatów dla komitetów wyborczych na podstawie metody D’Hondta | Podział mandatów dla komitetów wyborczych na podstawie metody D’Hondta | Podział mandatów dla komitetów wyborczych na podstawie metody D’Hondta | Podział mandatów dla komitetów wyborczych na podstawie metody D’Hondta | Podział mandatów dla komitetów wyborczych na podstawie metody D’Hondta | Podział mandatów dla komitetów wyborczych na podstawie metody D’Hondta |
| Komitet wyborczy                                                       | Komitet wyborczy                                                           | Liczba głosów                                                          | Iloraz wyborczy                                                        | Iloraz wyborczy                                                        | Iloraz wyborczy                                                        | Iloraz wyborczy                                                        | Iloraz wyborczy                                                        | Iloraz wyborczy                                                        | Iloraz wyborczy                                                        | Iloraz wyborczy                                                        | Mandaty                                                                | TP                                                                     |
| Komitet wyborczy                                                       | Komitet wyborczy                                                           | Liczba głosów                                                          | /1                                                                     | /2                                                                     | /3                                                                     | /4                                                                     | /5                                                                     | /6                                                                     | ...                                                                    | /12                                                                    | Mandaty                                                                | TP                                                                     |
| ---------------------------------------------------------------------- | -------------------------------------------------------------------------- | ---------------------------------------------------------------------- | ---------------------------------------------------------------------- | ---------------------------------------------------------------------- | ---------------------------------------------------------------------- | ---------------------------------------------------------------------- | ---------------------------------------------------------------------- | ---------------------------------------------------------------------- | ---------------------------------------------------------------------- | ---------------------------------------------------------------------- | ---------------------------------------------------------------------- | ---------------------------------------------------------------------- |
|                                                                        | KKW Koalicja Obywatelska PO .N iPL Zieloni                                 | 193 596                                                                | 193 596                                                                | 96 798                                                                 | 64 532                                                                 | 48 399                                                                 | 38 719                                                                 | 32 266                                                                 | ...                                                                    | 16 133                                                                 | 5                                                                      | 4,59                                                                   |
|                                                                        | Prawo i Sprawiedliwość                                                     | 162 458                                                                | 162 458                                                                | 81 229                                                                 | 54 153                                                                 | 40 615                                                                 | 32 492                                                                 | 27 076                                                                 | ...                                                                    | 13 538                                                                 | 4                                                                      | 3,86                                                                   |
|                                                                        | KKW Trzecia Droga Polska 2050 Szymona Hołowni – Polskie Stronnictwo Ludowe | 69 825                                                                 | 69 825                                                                 | 34 913                                                                 | 23 275                                                                 | 17 456                                                                 | 13 965                                                                 | 11 638                                                                 | ...                                                                    | 5819                                                                   | 1                                                                      | 1,66                                                                   |
|                                                                        | Nowa Lewica                                                                | 44 509                                                                 | 44 509                                                                 | 22 255                                                                 | 14 836                                                                 | 11 127                                                                 | 8902                                                                   | 7418                                                                   | ...                                                                    | 3709                                                                   | 1                                                                      | 1,06                                                                   |
|                                                                        | Konfederacja Wolność i Niepodległość                                       | 35 240                                                                 | 35 240                                                                 | 17 620                                                                 | 11 747                                                                 | 8810                                                                   | 7048                                                                   | 5873                                                                   | ...                                                                    | 2937                                                                   | 1                                                                      | 0,84                                                                   |
| Ogółem                                                                 | Ogółem                                                                     | 505 628                                                                | —                                                                      | —                                                                      | —                                                                      | —                                                                      | —                                                                      | —                                                                      | —                                                                      | —                                                                      | 12                                                                     | 12                                                                     |